# Gang Parade
GANG PARADE est un groupe féminin japonais formé en juillet 2014.
Le groupe était auparavant connu sous le nom de Pla2me (プラニメ) en tant que duo féminin, alors formé par les idoles japonaises : Saki Kamiya, ex-membre de BiS (Brand-new Idol Society) et Mari Mizuta, mieux connue sous le nom d'Izukoneko. Cette dernière ayant quitté le groupe en mai 2015, de nouveaux membres l'ont remplacée et le nom du groupe a été changé en conséquence pour POP (Period Of Plastic 2 Mercy). Le groupe est renommé à nouveau en juin 2016 sous son nom actuel.

## Histoire

### Pla2me (2014-2015)
Le duo se forme le 8 juillet 2014 après la dissolution du groupe de BiS le même mois ainsi que la suspension des activités solo d'Izukoneko. Le groupe s'appelle au départ Pla2me, il se prononce « planimé » ; il s'agit un jeu de mots entre « cosplay » et « anime », comme les 2 membres originaux aiment ceci, et fait également référence au « planimètre ». Ce nom est également l'abréviation de « plastic 2 mercy ».
Les jeunes idoles signent au même moment chez le label d'idoles T-Palette Records et ont fait leur première apparition au Tokyo Idol Festival 2014 en août de la même année.
Le groupe fait ses débuts avec le single Plastic 2 Mercy sorti le 30 septembre 2014. Il se hisse à la 21e place du classement hebdomadaire des ventes de l'Oricon.
De plus, Pla2me donne des mini concerts dans les salles de Tower Records de Yokohama, Tokyo (dont les quartiers Shibuya, Shinjuku, Kinshicho), et Osaka du 29 septembre au 3 octobre. Des posters du groupe d'idoles sont affichés dans 9 magasins Tower Records à la même période dans le cadre de la campagne No Music, No Idol ?.
Le duo donne son premier concert "Pla2me Say Hello" (プラニメ Say Hello) en octobre 2014 au Shimokitazawa Shelter à Tokyo.
Peu après, Pla2me annonce se produire en concert avec d'autres groupe d'idoles tels que Band Ja Naimon! en décembre 2014 et especia en janvier 2015.
Le groupe sort son dernier disque en duo le 6 janvier 2015 intitulé UNIT.

### POP (Period Of Plastic 2 Mercy) (2015-2016)
En mai 2015, quatre nouveaux membres (Maaya Inukai, Miki Yamamachi, Ao Shigusawa et Yua Yumeno) joignent le groupe ; leurs visages ne sont pas dévoilés puisqu'ils sont cachés derrière leurs mains sur leur nouvelle photo de profil. Les auditions ont eu lieu en avril 2015, après que Mari Mizuta a annoncé son intention de quitter Pla2me en raison de divergences artistiques avec Saki Kamiya ; son dernier concert en duo avec Saki Kamiya s’est déroulé le 31 mai 2015.
Après le départ de Mari Mizuta, le groupe annonce changer de nom pour s’appeler POP. Il s’agit de l’acronyme de Period Of Plastic 2 Mercy.
Il est également annoncé en mai 2015 que le groupe sortira un mini-album comportant 10 chansons (dont les singles de Pla2me qui seront réenregistrés pour l'album) le 8 août suivant ; cet album s'intitule P.O.P. Un concert est également donné le 9 août 2015 au Tokyo Unit.
Le 24 novembre 2015, est dévoilé le nouveau clip vidéo du single Happy Lucky Kirakira Lucky qui est mis en vente le 8 décembre suivant.
Le groupe sort un nouveau single Queen of POP en mars 2016 et devient le dernier single du groupe sous le nom de "POP.

### Gang Parade (depuis 2016)
Le groupe annonce en juin 2016 célébrer leur 2e anniversaire en changeant leur nom pour celui de GANG PARADE. Les membres ont expliqué avoir changé le nom du groupe d'idoles car elles veulent repartir sur de nouvelles bases. Il s'ensuit la sortie d’un nouveau single sous cette nouvelle appellation intitulé WE ARE the IDOL le 19 juillet 2016.
Pour commémorer cette sortie, le groupe se produit au Shibuya WWW la veille à Tokyo.
Le 20 juillet 2016 au Tower Records Shibuya Cutup STUDIO à Tokyo, Ao Shigusawa annonce quitter le groupe. Les raisons qui l'ont poussé à quitter le groupe restent floues mais il semblerait que cela est dû aux problèmes entre ses activités et sa famille. Son dernier concert avec le groupe a eu lieu le 7 août.
Le groupe est présent au Tokyo Idol Festival 2016 tenu les 1er et 2 août 2016 suivants.
À la fin de l'année 2016, le groupe change d'effectif très rapidement avec le départ d'un autre membre Maaya Inukai début octobre,. Celle-ci est remplacée par une nouvelle recrue, Maika Kyan, un jour après son départ.
Le 6 octobre 2016, trois nouveaux membres intègrent le groupe : Coco Partin Coco, Yuka Terashima et Yui ga Dokuson. Ces filles faisaient partie des finalistes l'été dernier pour intégrer la nouvelle génération de BiS mais ont cessé leurs activités avec ce groupe le 26 septembre. Elles ont été membres de SiS (un groupe temporaire et rival des BiS).
Le groupe sort un nouvel album Barely Last en novembre suivant contenant les singles sous le nom de POP et Gang Parade, avec la formation de quatre membres (Saki Kamiya, Maaya Inukai, Miki Yamamachi et Maika Kyan).
Le groupe a annoncé faire ses débuts avec les sept membres au total à leur tournée Barely Last TOUR au Shinjuku BLAZE à partir du 13 novembre.

## Membres
Membres actuels
- Saki Kamiya (カミヤサキ?) : née le 27 septembre 1991 (33 ans) (bleu) (membre d'origine ; ex-membre de BiS)
- Miki Yamamachi (ヤママチミキ?) : (vert) (intègre le 31 mai 2015)
- Yua Yumeno (ユメノユア?) : (rose) (intègre le 31 mai 2015)
- Maika Kyan (キャン・マイカ?) : (orange) (intègre le 2 octobre 2016)
- Coco Partin Coco (ココ・パーティン・ココ?) : (membre de SiS ; intègre le 6 octobre 2016)
- Yuka Terashima (テラシマユウカ?) : (membre de SiS ; intègre le 6 octobre 2016)
- Yui ga Dokuson (ユイ・ガ・ドクソン?) : (membre de SiS ; intègre le 6 octobre 2016)
- Haruna Bach Chin (ハルナ・バッ・チーン?) :
- Tsuki Nousagi (月ノウサギ?) :

Ex-membres
- Mari Mizuta (ミズタマリ?) : née le 9 novembre 1994 (30 ans) (membre d'origine ; quitte le 17 août 2016)
- Ao Shigusawa (シグサワアオ?) : (blanc) (intègre le 31 mai 2015 et quitte le 17 août 2016)
- Maaya Inukai (イヌカイマアヤ?) : (jaune) (intègre le 31 mai 2015 et quitte le 1er octobre 2016)

## Discographie

### Albums

#### Studio
GANG PARADE
1. 8 novembre 2016 - Barely Last
2. 21 novembre 2017 - Gang Parade takes themselves higher!!

#### EP
POP
1. 8 août 2015 - P.O.P

### Singles
| #           | Date de sortie    | Titre de l'album           | Oricon Chart | Label             |
| Pla2me      | Pla2me            | Pla2me                     | Pla2me       | Pla2me            |
| ----------- | ----------------- | -------------------------- | ------------ | ----------------- |
| 1           | 30 septembre 2014 | Plastic 2 Mercy            | 21           | T-Palette Records |
| 2           | 6 janvier 2015    | UNIT                       | 16           | T-Palette Records |
| POP         |                   |                            |              |                   |
| 3           | 8 décembre 2015   | Happy Lucky Kirakira Lucky | 24           | T-Palette Records |
| 4           | 15 mars 2016      | Queen Of POP               | 13           | T-Palette Records |
| GANG PARADE |                   |                            |              |                   |
| 5           | 19 juillet 2016   | We Are The Idol            | 22           | T-Palette Records |
| 6           | 27 décembre 2016  | Plastic 2 Mercy            | 10           | T-Palette Records |
| 7           | 25 avril 2017     | FOUL                       | 14           | T-Palette Records |
| 8           | 25 juillet 2017   | Beyond The Mountain        | 11           | T-Palette Records |
| 9           | 20 février 2018   | Breaking The Road          | 5            | T-Palette Records |
| 10          | 29 mai 2018       | Gang 2                     |              | T-Palette Records |